# Дом Гусятниковых

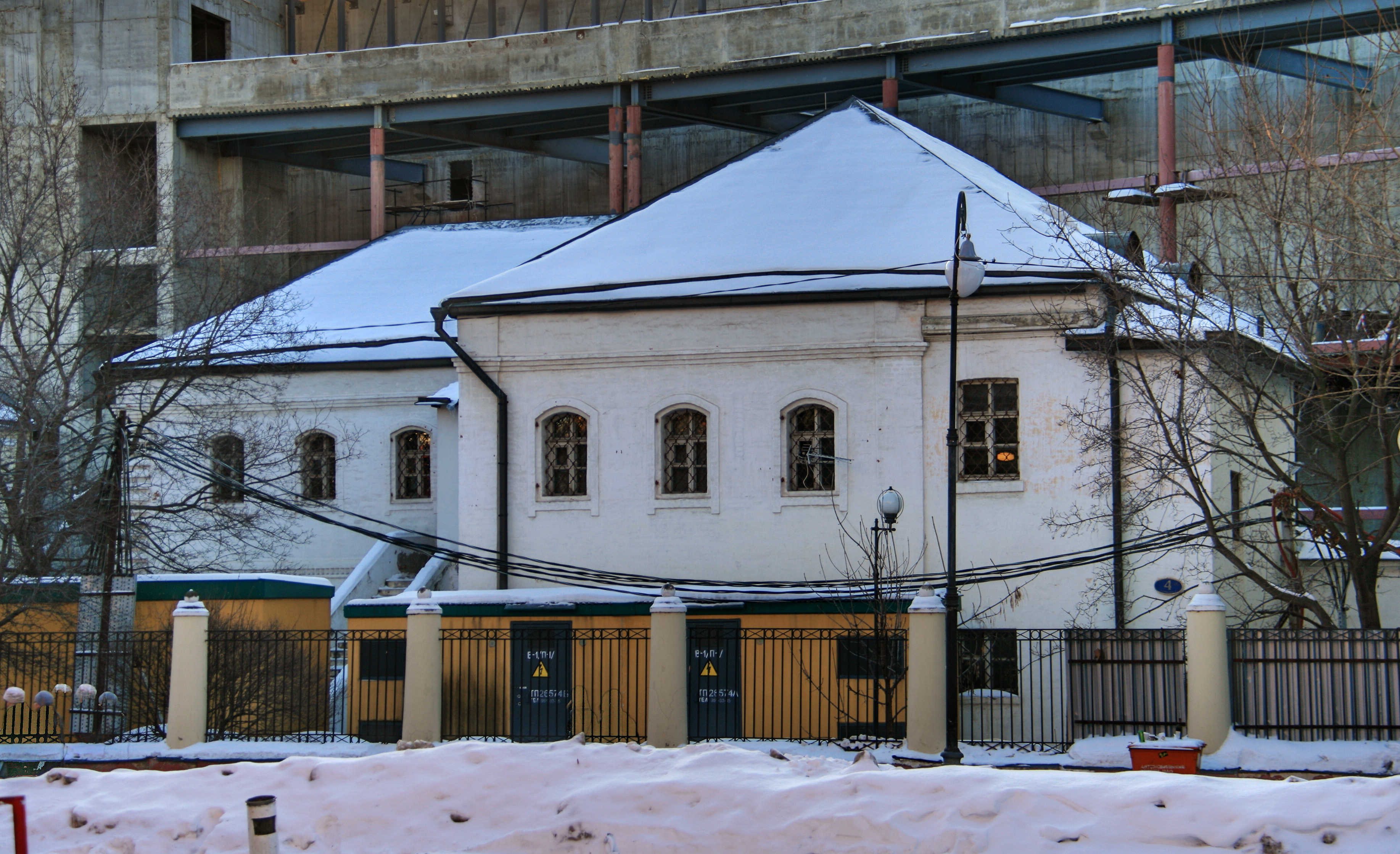
Палаты XVII века

Дом Гусятниковых — особняк начала XIX века в центре Москвы (Лаврушинский пер., д. 4, стр. 1). Во дворе дома — палаты XVII века (д. 4, стр. 4). Дом Гусятниковых и палаты имеют статус объектов культурного наследия федерального значения. В настоящее время здания занимает Третьяковская галерея.

## История
В 1630-х годах на месте нынешних построек располагалась слободская усадьба ткача Фёдора Гусятникова.
В глубине двора расположены палаты XVII века. Богатая посадская палата была построена, предположительно, после стрелецких бунтов, примерно в 1680—1690-х годах. В основе постройки — две палаты, разделённые сенями. Во второй половине XVIII века палаты принадлежали купцам первой гильдии Андроновым занимавшимся виноторговлей. При них палаты были значительно перестроены и расширены, обретя Г-образную в плане форму. В настоящее время первоначальный декор фасадов палат утрачен и закрыт штукатуркой, подклетный этаж почти скрыт под землёй.
В начале XIX века усадьба принадлежала статскому советнику Ф. С. Голубцову, который продал её своей жене Савельевой. В 1822 году на территории усадьбы по красной линии Лаврушинского переулка был построен небольшой двухэтажный особняк в ампирном стиле. Средняя часть особняка выделена ризалитом с тосканским портиком на втором этаже, состоящем из четырёх пузатых полуколонн. Толстые ободки на полуколоннах смещены вниз от положенного им канону месту (рядом с эхином). Первоначально дворовый фасад украшали боковые ризалиты. В 1832 году к одному из них была сделана двухэтажная пристройка. После реконструкции начала XXI века в цокольном этаже были пробиты окна, а капители полуколонн искажены.